# انبار تدارکات
انبار تدارکات (انگلیسی: Supply depot) نوعی تأسیسات نظامی است که توسط ارتش‌ها برای ذخیره موقت تدارکات میدان نبرد در خطوط مقدم یا نزدیک آنها تا زمان توزیع آنها بین واحدهای نظامی استفاده می‌شود. انبارهای تدارکات مسئول تقریباً تمام انواع دیگر مواد و تدارکات جنگی به جز مهمات، هستند.
انبارهای تدارکات معمولاً توسط یک افسر لجستیک اداره می‌شوند که مسئول تخصیص تدارکات لازم به واحدهایی است که درخواست می‌کنند.
به دلیل آسیب‌پذیری آنها، انبارهای تدارکات اغلب هدف حملات دشمن قرار می‌گیرند. در دوران مدرن‌تر، انبارها به دلیل مزیتی که تدارکات مختل شده می‌تواند به یک نیروی متخاصم بدهد، توسط توپخانه‌های دوربرد، موشک‌های دوربرد و هواپیماهای بمب‌افکن هدف قرار گرفته‌اند.
انواع انبارهای تدارکات شامل انبارهای تدارکات پایگاهی، ایستگاهی، خط مقدم و ذخیره است.